# Schefferville
Schefferville es una localidad con el estatus de ciudad en la provincia de Quebec, Canadá. Está ubicada en el condado regional de La Haute-Côte-Nord y a su vez, en la región administrativa de Côte-Nord. Hace parte de las circunscripciones electorales de Duplessis a nivel provincial y de Manicouagan a nivel federal.

## Geografía
Schefferville se encuentra ubicada en las coordenadas 54°50′00″N 66°49′00″O / 54.83333, -66.81667. Según Statistics Canada, tiene una superficie total de 25,11 km² y es una de las 1135 municipalidades en las que está dividido administrativamente el territorio de la provincia de Quebec.

### Clima
| Parámetros climáticos promedio de Schefferville Airport (1981−2010) | Parámetros climáticos promedio de Schefferville Airport (1981−2010) | Parámetros climáticos promedio de Schefferville Airport (1981−2010) | Parámetros climáticos promedio de Schefferville Airport (1981−2010) | Parámetros climáticos promedio de Schefferville Airport (1981−2010) | Parámetros climáticos promedio de Schefferville Airport (1981−2010) | Parámetros climáticos promedio de Schefferville Airport (1981−2010) | Parámetros climáticos promedio de Schefferville Airport (1981−2010) | Parámetros climáticos promedio de Schefferville Airport (1981−2010) | Parámetros climáticos promedio de Schefferville Airport (1981−2010) | Parámetros climáticos promedio de Schefferville Airport (1981−2010) | Parámetros climáticos promedio de Schefferville Airport (1981−2010) | Parámetros climáticos promedio de Schefferville Airport (1981−2010) | Parámetros climáticos promedio de Schefferville Airport (1981−2010) |
| Mes                                                                 | Ene.                                                                | Feb.                                                                | Mar.                                                                | Abr.                                                                | May.                                                                | Jun.                                                                | Jul.                                                                | Ago.                                                                | Sep.                                                                | Oct.                                                                | Nov.                                                                | Dic.                                                                | Anual                                                               |
| ------------------------------------------------------------------- | ------------------------------------------------------------------- | ------------------------------------------------------------------- | ------------------------------------------------------------------- | ------------------------------------------------------------------- | ------------------------------------------------------------------- | ------------------------------------------------------------------- | ------------------------------------------------------------------- | ------------------------------------------------------------------- | ------------------------------------------------------------------- | ------------------------------------------------------------------- | ------------------------------------------------------------------- | ------------------------------------------------------------------- | ------------------------------------------------------------------- |
| Temp. máx. abs. (°C)                                                | 5.1                                                                 | 5.1                                                                 | 10.5                                                                | 13.1                                                                | 28.3                                                                | 34.3                                                                | 31.7                                                                | 28.7                                                                | 27.9                                                                | 20.6                                                                | 9.8                                                                 | 5.6                                                                 | 34.3                                                                |
| Temp. máx. media (°C)                                               | −19.2                                                               | −17.0                                                               | -9.7                                                                | -1.0                                                                | 5.9                                                                 | 13.4                                                                | 17.1                                                                | 16.1                                                                | 9.6                                                                 | 1.6                                                                 | -6.0                                                                | -15.7                                                               | -0.4                                                                |
| Temp. media (°C)                                                    | -24.5                                                               | -22.8                                                               | -15.9                                                               | -7.2                                                                | 1.0                                                                 | 8.2                                                                 | 12.2                                                                | 11.4                                                                | 5.9                                                                 | -1.4                                                                | -9.8                                                                | -20.5                                                               | -5.3                                                                |
| Temp. mín. media (°C)                                               | −29.8                                                               | −28.5                                                               | −22.2                                                               | -13.3                                                               | -4.0                                                                | 3.0                                                                 | 7.3                                                                 | 6.6                                                                 | 2.3                                                                 | -4.3                                                                | −13.5                                                               | −25.3                                                               | -10.2                                                               |
| Temp. mín. abs. (°C)                                                | −48.3                                                               | −50.6                                                               | −45.0                                                               | −36.1                                                               | −23.3                                                               | −7.8                                                                | -0.2                                                                | -3.3                                                                | −9.4                                                                | −19.4                                                               | −35.6                                                               | −47.2                                                               | −50.6                                                               |
| Precipitación total (mm)                                            | 49.7                                                                | 29.7                                                                | 49.8                                                                | 56.4                                                                | 50.3                                                                | 76.6                                                                | 96.2                                                                | 82.5                                                                | 114.6                                                               | 74.7                                                                | 63.5                                                                | 48.1                                                                | 792.1                                                               |
| Lluvias (mm)                                                        | 0.26                                                                | 0.29                                                                | 1.4                                                                 | 9.0                                                                 | 26.1                                                                | 69.2                                                                | 96.1                                                                | 81.9                                                                | 103.0                                                               | 24.5                                                                | 4.5                                                                 | 0.73                                                                | 417                                                                 |
| Nevadas (cm)                                                        | 70.6                                                                | 60.6                                                                | 66.6                                                                | 50.5                                                                | 22.4                                                                | 6.0                                                                 | 0.1                                                                 | 0.3                                                                 | 11.1                                                                | 55.2                                                                | 66.6                                                                | 76.6                                                                | 486.6                                                               |
| Días de precipitaciones (≥ 0.2 mm)                                  | 16.5                                                                | 13.8                                                                | 16.5                                                                | 15.7                                                                | 16.0                                                                | 17.1                                                                | 18.9                                                                | 17.8                                                                | 21.4                                                                | 21.7                                                                | 20.8                                                                | 19.1                                                                | 215.2                                                               |
| Días de lluvias (≥ 0.2 mm)                                          | 0.15                                                                | 0.54                                                                | 0.85                                                                | 3.3                                                                 | 8.8                                                                 | 15.4                                                                | 18.9                                                                | 17.8                                                                | 19.0                                                                | 7.6                                                                 | 2.3                                                                 | 0.58                                                                | 95.1                                                                |
| Días de nevadas (≥ 0.2 cm)                                          | 16.6                                                                | 13.6                                                                | 17.0                                                                | 13.9                                                                | 10.6                                                                | 4.2                                                                 | 0.23                                                                | 0.25                                                                | 5.9                                                                 | 18.4                                                                | 20.8                                                                | 19.1                                                                | 140.7                                                               |
| Horas de sol                                                        | 86.2                                                                | 122.3                                                               | 153.2                                                               | 185.2                                                               | 199.8                                                               | 185.4                                                               | 196.9                                                               | 177.4                                                               | 90.5                                                                | 61.3                                                                | 49.6                                                                | 58.9                                                                | 1566.6                                                              |
| Fuente: Environment Canada                                          |                                                                     |                                                                     |                                                                     |                                                                     |                                                                     |                                                                     |                                                                     |                                                                     |                                                                     |                                                                     |                                                                     |                                                                     |                                                                     |

## Demografía
Según el censo de 2011, había 213 personas residiendo en esta localidad con una densidad poblacional de 8,5 hab./km². Los datos del censo mostraron que de las 202 personas censadas en 2006, en 2011 hubo un aumento poblacional de 11 habitantes (5,4%). El número total de inmuebles particulares resultó de 178 con una densidad de 7,09 inmuebles por km². El número total de viviendas particulares que se encontraban ocupadas por residentes habituales fue de 110.